# Akshaye Khanna
Akshaye Khanna (Bombay, Maharashtra, 28 de marzo de 1975) es un actor indio, popular en la industria cinematográfica de Bollywood. Ha recibido dos Premios Filmfare y es hijo del fallecido actor Vinod Khanna.

## Carrera

### Inicios
Akshaye Khanna nació en Bombay. Es el segundo hijo del fallecido actor de Bollywood y político Vinod Khanna y el hermano menor del actor Rahul Khanna. Su madre, Geetanjali Taleyarkhan, pertenece a la comunidad Parsi.
Después de estudiar actuación en el Instituto Kishore Namit Kapoor en Bombay, Khanna hizo su debut en Bollywood en 1997 con la película Himalay Putra, producida por su padre sin mayor repercusión de taquilla. Su desempeño en la película de J. P. Dutta Border (1997) le valió obtener el premio Filmfare en la categoría de mejor debut masculino y una nominación para los mismos premios en la categoría de mejor actor de reparto en 1998. Más adelante participó en una serie de cintas con poca repercusión comercial como Mohabbat (1997), Kudrat (1998), Laawaris (1999), Love You Hamesha (1999) y Dahek (1999).
En 1999 protagonizó el filme dirigido por Rishi Kapoor Aa Ab Laut Chalen; aunque la cinta no se convirtió en un éxito comercial, su desempeño fue alabado por la crítica. Acto seguido protagonizó la película de Subhash Ghai Taal junto con Aishwarya Rai. La cinta se convirtió en un éxito de taquilla y de crítica.

### Popularidad
En 2001 apareció en el clásico de culto de Farhan Akhtar Dil Chahta Hai. Este hecho marcó un punto de inflexión en su carrera; la película fue un éxito comercial y la actuación de Khanna fue particularmente aplaudida, validada más tarde con la obtención de un Premio Filmfare por mejor actor de reparto en 2002. Dil Chahta Hai relanzó las carreras de Akshaye Khanna y de Saif Ali Khan.
En 2002 integró el reparto de la cinta de suspenso de Abbas-Mustan Humraaz; su papel de un estafador en esta película le valió muchos elogios de la crítica y otra nominación más al Premio Filmfare. Khanna incursionó en el género de la comedia con Hungama (2002) y Hulchul (2004), ambas con excelentes resultados comerciales.
Después de actuar en una serie de películas sin mayor impacto comercial como Shaadi Se Pehle (2006), Aap Ki Khatir (2006), Salaam-e-Ishq: A Tribute to Love (2007), Mere Baap Pehle Aap (2008), Gandhi, My Father (2007) y Naqaab (2007), Khanna integró el elenco de Race en 2008. Esta cinta de suspenso dirigida por Abbas-Mustan fue la cuarta película con mejores números de taquilla en Bollywood en 2008. Su interpretación de Harilal Gandhi, hijo de Mahatma Gandhi en la cinta de 2007 Gandhi, My Father, es reconocida como la mejor actuación de toda su carrera.
En 2010 actuó en la comedia de Anees Bazmee No Problem con Sanjay Dutt, Anil Kapoor y Kangana Ranaut, seguida de Aakrosh con Ajay Devgn. Ambos filmes fracasaron en taquilla. El mismo año protagonizó Tees Maar Khan, esta vez con un mejor comportamiento comercial. En 2012 protagonizó la cinta dramática Gali Gali Chor Hai, tras lo cual se tomó cuatro años sabáticos.

### Actualidad
En 2016 regresó a las pantallas interpretando el papel antagónico de la popular Dishoom. En 2017 Khanna interpretó a un detective en dos películas separadas, Mom e Ittefaq. Mom fue un éxito comercial, siendo incluida en el catálogo de la plataforma digital Netflix.

## Filmografía
| Año  | Película                         | Papel                        |
| ---- | -------------------------------- | ---------------------------- |
| 1997 | Himalay Putra                    | Abhay                        |
| 1997 | Border                           | Dharamveer                   |
| 1997 | Mohabbat                         | Rohit Malhotra/Tony Braganza |
| 1997 | Bhai Bhai                        | Cameo                        |
| 1998 | Doli Saja Ke Rakhna              | Inderjit Bansal              |
| 1998 | Kudrat                           | Vijay                        |
| 1999 | Aa Ab Laut Chalen                | Rohan Khanna                 |
| 1999 | Laawaris                         | Dada/Vijay                   |
| 1999 | Taal                             | Manav Mehta                  |
| 1999 | Dahek                            | Sameer B. Roshan             |
| 2001 | Dil Chahta Hai                   | Siddharth Sinha              |
| 2001 | Love You Hamesha                 | Shaurat                      |
| 2002 | Humraaz                          | Karan Malhotra               |
| 2002 | Deewangee                        | Raj Goyal                    |
| 2002 | Bollywood/Hollywood              | Cameo                        |
| 2003 | Hungama                          | Jeetu                        |
| 2003 | LOC Kargil                       | Balwan Singh                 |
| 2003 | Border Hindustan Ka              | Mobarak                      |
| 2004 | Deewaar                          | Gaurav Kaul                  |
| 2004 | Hulchul                          | Jai A. Chand                 |
| 2006 | Shaadi Se Pehle                  | Ashish Khanna                |
| 2006 | 36 China Town                    | Inspector Karan              |
| 2006 | Aap Ki Khatir                    | Aman Mehra                   |
| 2007 | Salaam-e-Ishq: A Tribute to Love | Shiven Dungarpur             |
| 2007 | Naqaab                           | Vicky Malhotra               |
| 2007 | Gandhi, My Father                | Harilal Gandhi               |
| 2007 | Aaja Nachle                      | Raja Uday Singh              |
| 2008 | Race                             | Rajiv Singh                  |
| 2008 | Mere Baap Pehle Aap              | Gaurav J. Rane               |
| 2009 | Luck by Chance                   | Cameo                        |
| 2009 | Shortkut - The Con is On         | Shekhar Giriraj              |
| 2010 | Aakrosh                          | Siddhant Chaturvedi          |
| 2010 | No Problem                       | Raj Ambani                   |
| 2010 | Tees Maar Khan                   | Aatish Kapoor                |
| 2012 | Delhi Safari                     | Alex (voz)                   |
| 2012 | Gali Gali Chor Hai               | Bharat                       |
| 2016 | Dishoom                          | Wagah                        |
| 2017 | Mom                              | Mathew Francis               |
| 2017 | Ittefaq                          | Dev                          |
| 2018 | The Accidental Prime Minister    | Sanjaya Baru                 |